# Список грызунов Волгоградской области
Отряд грызунов (Rodentia) — самый богатый в видовом отношении отряд млекопитающих на территории Волгоградской области.
По данным 1962 года в регионе встречается 32 вида грызунов.

## ОтрядГрызуны(Rodentia)

### СемействоБеличьи(Sciuridae)
| Род Белки (Sciurus)        |                                                          | |
|                            | Обыкновенная белка (Sciurus vulgaris)                    | Изредка встречается в лесах по Хопру. |
| Род Суслики (Spermophilus) |                                                          | |
|                            | Жёлтый суслик, или суслик-песчаник (Spermophilus fulvus) | Самый крупный суслик фауны России. Заселяет восточные заволжские районы. Селится в одиночных норах изредка образуя совместные поселения. В помёте 6—8 детёнышей. Активен около 3 месяцев в году, остальное время проводит в спячке.                                                            |
|                            | Малый суслик (Spermophilus pygmaeus)                     | Особенно распространён в восточных районах где иногда на 1 га отмечалось около 100 особей. Размножаются один раз в год, в помёте — 6—7 детёнышей. При наличии свежего растительного корма могут обходится без воды. Малый суслик на своем участке имеет от 7 до 16 постоянных и временных нор. |
|                            | Крапчатый суслик (Spermophilus suslicus)                 | Встречается в северо-западных районах области. Не образует массовых совместных поселений как малый суслик. |
| Род Сурки (Marmota)        |                                                          | |
|                            | Сурок-байбак, или степной сурок (Marmota bobak)          | Согласно учёту проведённому в охотхозяйствах расположенных на территории 14 административных районов области в мае-июне 2010 года общая численность составила 14966 голов, что на 2,5 тыс. больше, чем было учтено в 2009 году.                                                                |

### СемействоСоневые(Gliridae)
| Род Лесные сони (Dryomys) |                                           | |
|                           | Лесная соня (Dryomys nitedula)            | Встречается изредка. |
| Род Сони-полчки (Glis)    |                                           | |
|                           | Соня-полчок (Glis glis, син. Myoxus glis) | Изредка встречается в пойменных широколиственных лесах. Активна ночью. Питается в основном семенами и плодами деревьев. Размножение происходит один раз в год. В выводке — 5-8 детёнышей. В конце лета впадает в спячку от которой пробуждается к началу следующего. |

### СемействоБобровые(Castoridae)
| Род Бобры (Castor) |                                               |
|                    | Обыкновенный, или речной, бобр (Castor fiber) |

### СемействоМышовковые(Sminthidae)
| Род Мышовки (Sicista) |                                    | |
|                       | Степная мышовка (Sicista subtilis) | Встречается по всему региону предпочитая степные и лесостепные экосистемы, иногда проникая полупустынные. Живёт в неглубоких норах. Питается семенами трав и насекомыми. |
|                       | Лесная мышовка (Sicista betulina)  | Изредка встречается в лесах северо-западных районов. |

### СемействоТушканчиковые(Dipodidae)
| Род Земляные зайцы, или Тушканчики (Allactaga)               |                                                                  | |
|                                                              | Большой тушканчик, или земляной заяц (Allactaga major)           | Широко распространён на территории региона предпочитая степи и лесостепи. Размножается 1-2 раза в год. В помёте 1-4 детёныша. При наступлении ночных заморозков впадает в спячку от которой пробуждается в конце марта-начале апреля. При раскопках палеолитической стоянки Сухая Мечётка были найдены 10 костей животных этого вида. |
| Род Мохноногие тушканчики (Dipus)                            |                                                                  | |
|                                                              | Мохноногий тушканчик (Dipus sagitta)                             | Занесён в Красную книгу Волгоградской области. 4 категория. Малоизвестный и неизученный вид в условиях изолированной популяции. Встречается только в Калачёвском районе на Голубинских песках и в Арчединско-Донском песчаном массиве (Фроловский и Серафимовичский районы). Период размножения длится около 4 месяцев в течение которого у самок бывает 2 помёта по 2-5 детёнышей в каждом. Сеголетки из первого выводка начинают размножаться в этом же году. |
| Род Тарбаганчики, или Толстохвостые тушканчики (Pygerethmus) |                                                                  | |
|                                                              | Тарбаганчик (Pygeretmus pumilio)                                 | Встречаются на территории области. При раскопках палеолитической стоянки Сухая Мечётка были найдены 3 кости животных этого вида. |
| Род Емуранчики (Scirtopoda)                                  |                                                                  | |
|                                                              | Обыкновенный емуранчик (Stylodipus telum; син. Scirtopoda telum) | Встречается везде, кроме северных районов, доходя на севере до Камышина. Предпочитает степные и полупустынные экосистемы. Живёт в глубокой и сложной норе с 1—6 выходами. Роет при необходимости временные норки. |

### СемействоСлепышовые(Spalacidae)
| Род Слепыши (Spalax) |                                             | |
|                      | Обыкновенный слепыш (Spalax microphthalmus) | Встречается в правобережных (западных) районах области. Всю жизнь проводит под землёй на глубине до 3,5 метров в сложноустроенных норах. Питается подземными частями растений. На поверхности вдоль ходов слепыша располагаются выбросы земли диаметром до полуметра. В спячку не впадает, заготавливая на зиму запас достигающий 14 килограмм веса. |

### СемействоХомяковые(Cricetidae)
| Род Эверсмановы хомячки (Allocricetulus) |                                                                                        | |
|                                          | Хомячок Эверсмана (Allocricetulus eversmanni)                                          | Изредка встречается в левобережных районах области. |
| Род Серые хомячки (Cricetulus)           |                                                                                        | |
|                                          | Серый хомячок (Cricetulus migratorius)                                                 | Встречается по всей территории избегая влажных и лесных участков. Повсюду редок. Активен в основном в сумерки и ночью. |
| Род Обыкновенные хомяки (Cricetus)       |                                                                                        | |
|                                          | Обыкновенный хомяк (Cricetus cricetus)                                                 | Встречается на полях, залежах, огородах и иногда может проникать в постройки человека. Наиболее активны в ночное время. На зиму делают запасы до 16 кг. Зиму проводят в спячке, просыпаясь во время оттепелей. Размножаются 2 раза в год (обычно май-июль) принося до 18 детёнышей за раз. В возрасте 2—3 недель молодняк покидает материнскую нору.                        |
| Род Слепушонки (Ellobius)                |                                                                                        | |
|                                          | Обыкновенная слепушонка (Ellobius talpinus)                                            | Обитает по всему региону. Длина тела 10—12 сантиметров. Окраска-серая. Редко выходит на поверхность в связи с чем сложная сеть ходов зверька не имеет постоянных выходных отверстий. Выбросы земли имеют барханообразную (выгнутую) форму. Питается в основном подземными частями растений.                                                                                 |
| Род Степные пеструшки (Lagurus)          |                                                                                        | |
|                                          | Степная пеструшка (Lagurus lagurus)                                                    | Встречается по всей территории области придерживаясь целинных степей, выгонов, пашен, обочин дорог. Питается растительной пищей. |
| Род Ондатры (Ondatra)                    |                                                                                        | |
|                                          | Ондатра (Ondatra zibethicus)                                                           | Заселяет водоёмы с богатой водной растительностью. Делает норы с выходом под водой. Размножается 2-3 раза в год принося по 6-7 детёнышей. |
| Род Водяные полёвки (Arvicola)           |                                                                                        | |
|                                          | Водяная полёвка (Arvicola terrestris)                                                  | Обычный вид с широким распространением на территории региона. Чаще всего селится по берегам водоёмов. Прекрасно плавает. Питается растительной пищей. Делает заготовки на зиму. В год бывает до четырёх выводков по 6—8 детёнышей в каждом. |
| Род Лесные полёвки (Myodes)              |                                                                                        | |
|                                          | Рыжая, или рыжая европейская, полёвка (Myodes glareolus; син. Clethrionomys glareolus) | |
| Род Серые полёвки (Microtus)             |                                                                                        | |
|                                          | Общественная полёвка (Microtus socialis)                                               | Встречается в южных районах Волгоградской области предпочитая полупустыни, полынные степи и иногда встречаясь на возделанных участках. Устраивает сложные сети ходов на глубине 10—20 сантиметров. На поверхности проводит около 2 часов в сутки. Питается растительной пищей. На зиму собирает запас семян. Самки родившиеся весной начинают размножаться к середине лета. |
|                                          | Обыкновенная полёвка (Microtus arvalis)                                                | Многочисленна. Заселяет степи, поля зерновых, бахчи, берега рек и овраги, лесные опушки. Зимой не впадает в спячку. Роет ходы под снегом. Питается растительной пищей. В год бывает до 7 выводков, около 5 детёнышей в каждом. |

### СемействоМышиные(Muridae)
| Род Мыши-малютки (Micromys)            |                                                                                       | |
|                                        | Мышь-малютка (Micromys minutus)                                                       | Немногочисленна. Питается семенами растений. Отлично лазает по стеблям травы. Устраивает из травы округлые гнезда на земле или среди стеблей травянистой растительности. Размножается 3—4 раза в год, принося по 5—8 мышат в выводке, которые достигают половой зрелости к полутора месяцам.                        |
| Род Восточные мыши (Apodemus)          |                                                                                       | |
|                                        | Полевая мышь (Apodemus agrarius)                                                      | В регионе широко распространена в поймах рек. Везде редка. Питается растительной пищей и насекомыми. Осенью переселяется к поселениям человека. Норы простого устройства с 3—4 выходами и на небольшой глубине. Размножение происходит 3—4 раза за сезон, по 4—6 мышат в выводке.                                   |
| Род Лесные мыши (Sylvaemus)            |                                                                                       | |
|                                        | Лесная, малая лесная, мышь (Sylvaemus uralensis; син. Sylvaemus sylvaticus uralensis) | Изредка встречается в пойменных лесах. Живёт в дуплах или убежищах среди корней. Отлично лазает по деревьям. Питается семенами деревьев, ягодами, насекомыми, зелеными частями растений. Осенью делает небольшие запасы семян. Размножение 2—4 раза в год в среднем по 6 мышат в выводке.                           |
|                                        | Желтогорлая мышь (Sylvaemus flavicollis; син. Apodemus flavicollis)                   | Встречается в северо-восточных районах. Питается семенами (жёлуди, орехи лещины и др.) |
| Род Домовые мыши (Mus)                 |                                                                                       | |
|                                        | Домовая мышь (Mus musculus; син. Mus domesticus)                                      | Встречается в постройках человека и рядом с ними, в лесозащитных полосах. Активны в разное время суток. Ежегодно бывает до 8—10 выводков по 4—10 мышат. Вне построек человека 4-5 выводков. Сеголетки начинают размножатся в возрасте 70—75 дней.                                                                   |
| Род Крысы (Rattus)                     |                                                                                       | |
|                                        | Серая крыса (Rattus norvegicus)                                                       | Широко распространён на территории региона. Встречается как в населенных пунктах так и за их пределами. Может совершать сезонные перекочёвки. Питание очень разнообразно. В год бывает 2—4 выводка по 6—7 крысят.                                                                                                   |
| Подсемейство Песчанковые (Gerbillinae) |                                                                                       | |
| Род Малые песчанки (Meriones)          |                                                                                       | |
|                                        | Полуденная песчанка (Meriones meridianus)                                             | Занесена в Красную книгу Волгоградской области. 4 категория. Неизученный вид в условиях изолированной популяции, которая весьма уязвима и может исчезнуть при изменении условий обитания. На Голубинских песках (Калачёвский район) обитает изолированная популяция, удаленная почти на 500 км от основного ареала. |